# San Giorgio del Sannio
San Giorgio del Sannio (früher: San Giorgio la Montagna) ist eine italienische Gemeinde (comune) mit 9696 Einwohnern (Stand 31. Dezember 2023) in der Provinz Benevento in Kampanien. Die Gemeinde liegt etwa 9 Kilometer südöstlich von Benevento und etwa 17 Kilometer nordnordöstlich von Avellino. Von Neapel aus sind es 56 Kilometer in nordöstlicher Richtung. Die Gemeinde grenzt unmittelbar an die Provinz Avellino.

## Verkehr
San Giorgio del Sannio liegt an der Staatsstraße 7, der früheren Via Appia. Als Zubringer verläuft nördlich von San Giorgio eine Zubringerschnellstraße (RA9), die Benevento mit der Autostrada A16 (Neapel-Cerignola/Canosa di Puglia, Richtung Adria) verbindet.

## Persönlichkeiten
- Arturo Bocchini (1880–1940), Chef der Geheimpolizei OVRA

## Einzelnachweise

Lage in der Provinz Benevento